# Coma Cose
Coma Cose (estilizado como Coma_Cose) es un dúo musical indie pop y rap italiano, formado en Milán en 2016   y compuesto por Fausto Lama (seudónimo de Fausto Zanardelli) y California (seudónimo de Francesca Mesiano), quien forman pareja también en su vida privada.

## Historia
El dúo está formado por Fausto Lama, seudónimo de Fausto Zanardelli (antes conocido como Edipo), y California, seudónimo de Francesca Mesiano. Fausto había abandonado temporalmente su carrera musical, pero fue convencido a retomarla por Francesca, una ex DJ, quien había conocido por casualidad como compañera de trabajo (ambos trabajaban en una tienda de bolsos y regalos). En 2017 el dúo se unió al sello discográfico Asian Fake, con el que lanzaron el EP Inverno ticinese ese mismo año. El 15 de marzo de 2018 actuaron en el programa de entrevistas E poi c'è Cattelan presentado por Alessandro Cattelan.
En 2018 fueron elegidos per el grupo francés Phoenix para abrir sus conciertos en París, junto a Giorgio Poi y a los Pop X. En 2019, Coma Cose lanzan su primer álbum, Hype Aura, y participan en el Concierto del Primero de Mayo en Roma.
Ese mismo año, las canciones Mancarsi  y Post concerto  obtuvieron la certificación de disco de oro por la Federación Italiana de la Industria Musical (FIMI). El 30 de noviembre de 2019 fueron invitados del programa de televisión Una storia da cantare, presentado por Enrico Ruggeri y Bianca Guaccero en Rai 1, donde cantaron Io vorrei... non vorrei... ma se vuoi de Lucio Battisti. El dúo también aparece en la serie de televisión de MTV Involontaria en la que cantan en versión acústica para pacientes del Istituto nazionale tumori (tdl. ‘Instituto Nacional de Cáncer’).
En 2020 colaboraron en la canción Riserva naturale del álbum Feat (stato di natura) de Francesca Michielin. El dúo aparece en la serie de televisión Summertime producida por Netflix, donde simulan un concierto. En junio del mismo año, Coma Cose participó en el programa de televisión Le Iene donde fueron entrevistados en el formato de doble entrevista propio del programa.
También en 2020 lanzaron el EP Due que contiene solo dos canciones: Guerre fredde y La rabbia. El 6 de septiembre del mismo año participan, junto con artistas como Marracash y Achille Lauro, en el concierto Heroes trasmetido desde la Arena de Verona para recaudar fondos en apoyo a los trabajadores del mundo del espectáculo en dificultades por a las restricciones anti-Covid. En diciembre de 2020, la Rai anunció que el dúo estaría entre los participantes del Festival de San Remo 2021 en la sección Campioni con la canción Fiamme negli occhi, con la que finalmente se clasificaron en la vigésima posición, obteniendo sin embargo un gran éxito entre la crítica y el público. El 16 de abril de 2021 lanzaron Nostralgia, su segundo álbum de estudio, del que se extrajo el segundo sencillo, La canzone dei lupi, dos semanas después. 
Tras un año de pausa lanzan el sencillo Chiamami,  que anticipa el álbum Un meraviglioso modo di salvarsi lanzado el 4 de noviembre de 2022.

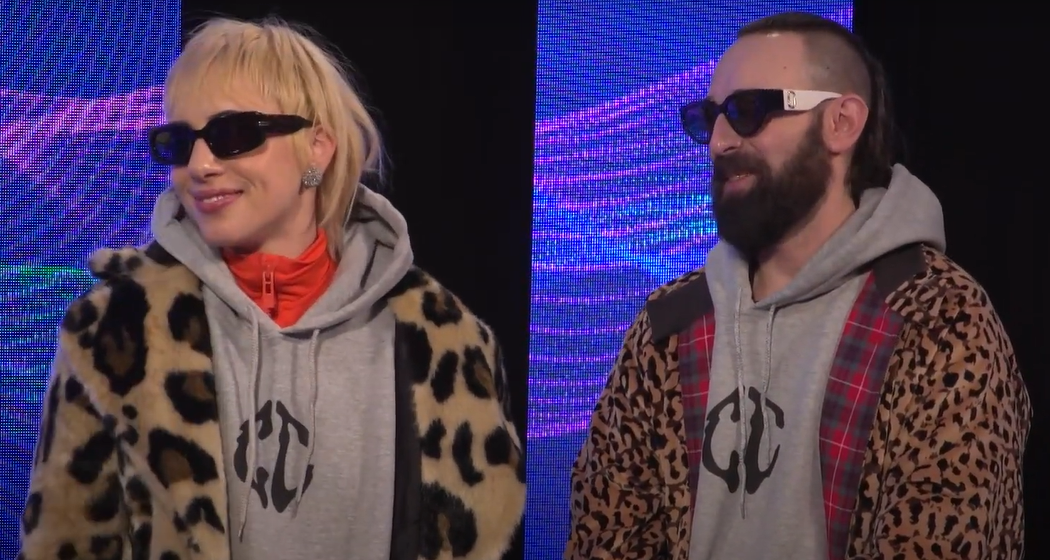
Los Coma_Cose en el Festival de San Remo 2023

El 4 de diciembre del mismo año se anuncia su participación en el Festival de San Remo 2023. Se presentan con la canción L'addio clasificándose al puesto 13 y obtuvieron dos premios.
El 5 de mayo de 2023 lanzan el sencillo Agosto morsica,y el  26 de abril de 2024 lanzan el sencillo Malavita.

## Discografía

### Álbumes de estudio
| Año  | Título                           | Notas                                                                 | Mejor posición |
| Año  | Título                           | Notas                                                                 | ITA            |
| ---- | -------------------------------- | --------------------------------------------------------------------- | -------------- |
| 2019 | Hype Aura                        | - Publicación: 19 de marzo de 2017 - Sello: Asian Fake, Sony Music    | 9              |
| 2021 | Nostralgia                       | - Publicación: 16 de abril de 2021 - Sello: Asian Fake, Sony Music    | 5              |
| 2022 | Un meraviglioso modo di salvarsi | - Publicación: 4 de noviembre de 2022 - Sello: Asian Fake, Sony Music | 16             |

### Colecciones
| Año  | Título     | Notas               |
| ---- | ---------- | ------------------- |
| 2019 | Fondamenta | - Sello: Asian Fake |

### Miniálbum
| Año  | Título            | Notas                                                              |
| ---- | ----------------- | ------------------------------------------------------------------ |
| 2017 | Inverno ticinese  | - Publicación: 13 de octubre de 2017 - Sello: Asian Fake           |
| 2020 | Due (con Stabber) | - Publicación: 20 de marzo de 2020 - Sello: Asian Fake, Sony Music |

### Sencillos
| Año  | Título                      | Álbum                            | Mejor posición           |
| Año  | Título                      | Álbum                            | ITA                      |
| ---- | --------------------------- | -------------------------------- | ------------------------ |
| 2017 | Cannibalismo                | Fondamenta                       | –                        |
| 2017 | Golgota                     | Fondamenta                       | –                        |
| 2017 | Deserto                     | Fondamenta                       | –                        |
| 2017 | Jugoslavia                  | Fondamenta                       | –                        |
| 2018 | Post concerto               | Fondamenta                       | disco de oro             |
| 2018 | Nudo integrale              | Fondamenta                       | –                        |
| 2019 | Via Gola                    | Hype Aura                        | –                        |
| 2019 | Granata                     | Hype Aura                        | –                        |
| 2019 | Mancarsi                    | Hype Aura                        | disco de platino         |
| 2020 | Guerre fredde (con Stabber) | Due                              | –                        |
| 2021 | Fiamme negli occhi          | Nostralgia                       | 6 doble disco de platino |
| 2021 | La canzone dei lupi         | Nostralgia                       | –                        |
| 2022 | Chiamami                    | Un meraviglioso modo di salvarsi | –                        |
| 2023 | L'addio                     | Un meraviglioso modo di salvarsi | 10 disco de platino      |
| 2023 | Agosto morsica              | —                                | –                        |
| 2024 | Malavita                    | —                                | 59                       |

## Giras
- 2017/2018 – Inverno tour
- 2018 – Estate tour
- 2019 – Hype Aura tour
- 2021 – Nostralgia tour
- 2023 – Un maraviglioso modo di incontrarsi (Club/Summer Tour)

## Premios
- Festival de la Canción de San Remo
  - 2023 – Premio "Sergio Bardotti" al mejor texto para L'addio.
  - 2023 – Premio Lunezia al valor musical-literario por L'addio.